# 健康的身体，健康的头脑
健全的心靈寓於健全的身體（拉丁語：Mens sana in corpore sano，古典拉丁語發音：[mẽːs ˈsaːna ɪŋ ˈkɔrpɔrɛ ˈsaːnoː]）一句源自拉丁语，常用于运动或教育场合中，以表“身体活动是心灵和心理健康的重要环节”之意。

## 历史
该句出自尤维纳利斯的《讽刺诗》第十篇第356行，收录于第四册。内容中列举了生活中值得的诸事物：

| orandum est ut sit mens sana in corpore sano. fortem posce animum mortis terrore carentem, qui spatium vitae extremum inter munera ponat naturae, qui ferre queat quoscumque labores, nesciat irasci, cupiat nihil et potiores Herculis aerumnas credat saevosque labores et venere et cenis et pluma Sardanapalli. monstro quod ipse tibi possis dare; semita certe tranquillae per virtutem patet unica vitae. | 你应祈祷，能有着一副健康的身体，健康的头脑。 去求一颗强大的心脏，无惧死亡的困扰， 那自然的赠予，你能视时日为之最不足挂齿， 而你自能任怨任劳， 自能无怨无欲，没有苦恼，而有思考， 能思历经的苦难辛劳，必要优于 蓬软卧榻、形骸放荡、盛筵铺张，这属于萨达纳帕卢斯的是你所能考。 此即我予你之忠告，你可在心中记牢； 生命通往祥和的道路唯能以美德铺就，是确实。 |
| —尤维纳利斯（10.356-10.364） | |

传统的解读者往往认为尤维纳利斯主要意在告诫罗马市民同胞，他们对长寿的祈求是搞错了方向，而神明早已赐予了人美德，正如他所列出的一样。
由于历时久远，以及在语用中这句话往往会被从上下文中剥离出来，其意思也随之拥有了更多扩展。释义之一，是健康的心智能带来健康的身体；也能解释为，只有一个健康的身体才能产生或者保持一个健康的思想。最为广泛的用法，是表达作为根系产生的需求，需要根植在身体和心灵的健康上。
一个时期更早的相似说法被认为出自前苏格拉底时期的古希腊哲学家米利都的泰勒斯：

| τίς εὐδαίμων, "ὁ τὸ μὲν σῶμα ὑγιής, τὴν δὲ ψυχὴν εὔπορος, τὴν δὲ φύσιν εὐπαίδευτος" | 什么人能幸福？“他有着一副健康的身体，渊沃的心智，温良的天性” |